# Mussismilia harttii
Mussismilia harttii là một loài san hô trong họ Mussidae. Loài này được Verrill mô tả khoa học năm 1868.